# Llac Onega
El llac Onega, també conegut com a Onego (en rus: Оне́жское о́зеро, Onéjskoie ózero; en finès: Ääninen o Äänisjärvi), és un llac rus.
Té una superfície de 9.894 km² (cosa que en fa el segon llac més gran d'Europa) i un volum de 280 km³, amb una profunditat màxima de 120 m. Té 1.369 illes a l'interior que suposen 250 km². Entre el 58 rius que hi desemboquen 58 rius, els principals són el Xuia, el Suna, el Vodla i el Vitegra.
Petrozavodsk, capital de la República de Carèlia, és a la riba oest del llac. De fet, el llac limita amb aquesta regió per l'oest, nord i est, mentre que pel sud ho fa amb l'óblast de Leningrad i la de Vólogda.
Al nord del llac hi ha l'arxipèlag de Kiji, declarat Patrimoni de la Humanitat per la UNESCO, que acull dues esglésies del segle xviii, característiques de l'arquitectura de fusta del nord de Rússia.

## Història geològica
El llac és d'origen glacial-tectònic i és un petit romanent d'una massa d'aigua més gran que va existir en aquesta zona durant l'edat de gel. En termes geològics, el llac és més aviat recent, format, com gairebé tots els llacs del nord d'Europa, per l'activitat de talla de les capes de gel interior a la darrera part de l'últim període glacial, fa uns dotze mil anys: a l'era paleozoica (fa 400 – 300 milions d'anys) tot el territori de l'actual conca del llac era cobert amb una plataforma continental situada a prop de l'antic continent bàltic, gairebé equatorial. Els sediments d'aquella època –gres, sorra, argila i pedra calcària– formen una capa d'uns dos-cents metres de gruix que cobreix l’Escut Bàltic, el qual consta de granit, gneis i pedra verda. La retirada de les glaceres del darrer període glacial va formar el mar de Littorina. El seu nivell era al principi entre set i nou metres més alt que l'actual, però va baixar gradualment, i disminuí així la superfície del mar i formà diversos llacs a la regió bàltica.

## Topografia i hidrografia
El llac Onega té una superfície de 9.700 km² sense comptar les illes, i un volum de 280 km³; la longitud n'és d'uns 245 km i l'amplada d'uns 90 km. És el segon llac més gran d'Europa i el 18è llac més gran del món per àrea. Els marges meridionals són majoritàriament baixos i continus, mentre que els dels nord en són rocosos i accidentats. Contenen nombroses badies allargades que donen al llac la forma d'un cranc de riu gegant. A la part nord hi ha la gran península de Zaonezhye (en rus: Заонежье); al sud, l'illa Gran Klimenetsky (en rus: Большой Клименецкий). Cap a l'oest se'n troba la zona més profunda (més de 100 m), el Gran Onega (rus: Большое Онего), àrea que conté les badies de Kondopozhskaya (rus: Кондопожская губа, fins a 78 m de fondària), Ilem-Gorskaya (42 m), Lizhemskoy (82 m) i Unitskoy (44 m). Al sud-oest del Gran Onega es troba Petrozavodskoye Onego (en rus: Петрозаводское Онего), que conté les grans badies de Petrozavodsk i les petites de Yalguba i Pinguba. A l'est de Zaonezhye hi ha una altra badia, la part nord de la qual s'anomena Povenetsky i la part sud és la badia de Zaonezhsky. Allà s'hi alternen trams profunds amb marges i illes que divideixen la badia en diverses parts. La part més meridional, l'Onega Petit, té entre 40 i 50 m de profunditat. Totes les ribes en són rocoses.
|  | Els números indiquen: 1. Badia Svirsk 2. Badia Petrozavodsk i la ciutat de Petrozavodsk 3. Badia del Gran Onega 4. Badia Kondopozhskaya 5. Badia de l'Onega Petit 6. Badia Zaonezhsky 7. Badia Povenetsky 8. Illa Kizhi 9. Llac Vodlozero i Parc Nacional Vodlozero 10. Ivinsky Spill i Riu Svir 11. Cap Besov Nos 12. Illa gran Klimenetsky |

La profunditat mitjana del llac és de 31 m, i el punt més fondo, de 127 m, es troba a la part nord. La profunditat mitjana és de 50–60 m al mig i s'eleva a 20–30 m a la part sud. El fons té un perfil molt irregular; està cobert de llim i conté nombrosos valls de diferents dimensions i formes a la part nord. Els valls estan separats per grans bancs poc profunds. Aquesta estructura de fons és favorable als peixos, i els bancs s'utilitzen per a la pesca comercial.
La central hidroelèctrica de Verhnesvirskaya estabilitza el nivell de l'aigua i només varia entre 0,9–1,5 m al llarg de l'any. Neix pel desglaç de primavera que dura d'un mes i mig a 2 mesos. El nivell d'aigua més alt es troba entre juny i agost i el més baix entre març i abril. Els rius porten 15,6 km3 d'aigua per any al llac, és a dir, fins al 74% del balanç hídric; la resta la proporcionen les precipitacions. La major part de l'aigua del llac (84% o 17,6 km3 per any) surt per un sol riu, el Svir, i el 16% restant s'evapora de la superfície del llac. Hi ha tempestes freqüents més característiques d'un mar que d'un llac: no són estranyes les onades de 2-3 m i fins i tot poden arribar a 5 m. El llac es congela prop de la costa, i les badies a finals de novembre i desembre, i cap a mitjans de gener al centre. El desglaç comença a l'abril als afluents i arriba al llac a maig. L'aigua a les parts profundes és clara, amb una visibilitat de fins a 7–8 m. A les badies, la visibilitat pot disminuir fins a aproximadament un metre. L'aigua és dolça, amb una salinitat de 35 mg/l, relativament baixa per a un llac, i és aproximadament una vegada i mitja més baixa que la salinitat de l'altre gran llac de la zona, el Làdoga.
La temperatura màxima de l'aigua superficial és de 20 a 24 °C al llac obert i de 24 a 27 °C a les badies. Les aigües profundes són molt més fredes, de 2 a 2,5 °C a l'hivern fins a 4 a 6 °C a l'estiu. El temps n'és relativament fred, amb temperatures per sota dels 0 °C durant la meitat de l'any i les mitjanes d'estiu d'uns 16 °C.

## Conca i illes
La conca hidrogràfica, de 51.540 km², desguassa al llac per 58 rius i més de 110 afluents, inclosos els Shuya, Suna, Vodla, Vytegra i Andoma. L'única sortida del riu Svir, que marca el límit sud de Carèlia, va des de la riba sud-oest del llac Onega fins al Làdoga i continua amb el riu Nevà fins al golf de Finlàndia.
Al llac s'ha implantat un sistema de navegació ben desenvolupat que forma part de la via fluvial Volga-Bàltic i del canal del mar Bàltic-Blanc, que connecta les conques de la mar Bàltica i la Càspia i les mars del nord. Aquests canals permeten el transport per aigua de mercaderies des del llac a estats des d'Alemanya fins a Iran; la major part del trànsit va a Finlàndia, Suècia, Alemanya i Dinamarca. El canal de l'Onega que recorre la riba sud de l'estany no s'utilitza actualment. La càrrega que suporta el llac Onega arriba a 10 - 12 milions de tones anuals en uns 10.300 viatges amb vaixell. Les ribes del llac contenen dos ports (Petrozavodsk i Medvezhyegorsk), 5 molls (Kondopoga, Povenets, Shala, Vytegra i Ascensió (en rus: Вознесенье) i 41 molls.
Hi ha unes 1.650 illes al llac, amb una superfície total d'uns 250 km². La més famosa n'és Kizhi, que conté esglésies històriques de fusta del segle xviii, i la major n'és la Gran Klimenetsky, amb una superfície de 147 km². Conté uns quants assentaments, una escola i un turó de 82 m. Altres illes extenses són la Gran Lelikovsky i Suysari.
|                |                    |               |       |
| Illa Sosnowets | Badia Petrozavodsk | Vora del llac | Illes |

## Flora i fauna
Les ribes del llac són baixes i s'inunden amb l'elevació del nivell de l'aigua. Per tant, són pantanoses i amb canyes, albergant ànecs, oques i cignes. La regió costanera està coberta de densos boscos verges. Els principals tipus d'arbres són les coníferes, però també són comuns el til·ler, l'om i el vern europeu. Els mamífers comuns inclouen ants, óssos bruns, llops, guineus vermelles, llebres comunes, llebres blaves, esquirols, linxs, martes, toixons europeus, així com rates mesqueres i visons americans que es van introduir a la zona a principis del segle xx. A la conca del llac s'han observat unes 200 espècies d'ocells de 15 famílies.
El llac Onega presenta una gran varietat de peixos i invertebrats aquàtics, incloses relíquies del període glacial com ara la llamprea. Hi ha unes 47 espècies de peixos de 13 famílies; inclouen l'esturió, el salmó europeu sense sortida al mar, la truita comuna, l'olor europea, el thymallus thymallus, les rutilus, la carpa cruciana , els peixos blancs, la truita alpina, el lluç de riu, el corègon blanc, leuciscus leuciscus, la daurada, la daurada de la carpa, la carpa de pelecus cultratus, la lliga gatet, el silur, l'anguila europea, l'scardinius, la carpa koi japonesa, el gobi, la lucioperca europea, la gymnocephalus cernua i la lota.

## Ecologia
Tot i que l'àrea del llac solia estar neta, el nivell de contaminació augmenta gradualment, especialment a les parts nord-oest i nord que contenen les instal·lacions industrials de Petrozavodsk, Kondopoga i Medvezhyegorsk. Al voltant del 80% de la població i més del 90% de la indústria de la conca es concentra en aquestes zones. La contaminació d'aquestes tres ciutats és d'uns 190 milions de metres cúbics d'aigües residuals i de drenatge i 150 tones d'emissions anuals. L'activitat humana dona lloc a uns 315 milions de m3 d'aigua de desguàs a l'any, de les quals el 46% són aigües industrials i domèstiques, el 25% són aigües pluvials i el 16% són drenatges relacionats amb el moviment de terres. Aquest drenatge conté 810 tones de fòsfor i 17.000 tones de nitrogen; 280 i 11800 tones respectivament d'aquests elements s'eliminen pel riu Svir mentre que la resta s'acumula al llac. Vaixells i embarcacions a motor (unes 8.000 unitats) aporten una contaminació per petroli a un nivell d'unes 830 tones per any de navegació, així com fenols (500 kg), plom (100 kg) i òxids de sofre, nitrogen i carboni.

## Economia
La conca del llac és una font important de granit, marbre i esquist negre a Rússia que s'han explotat a la zona des de principis del segle xviii. També és avançada la metal·lúrgia, especialment a la zona de Petrozavodsk, que produeix al voltant del 25% dels productes industrials de Carélia. El nivell de l'aigua del llac està controlat per la Nizhnesvirskaya (en rus: Нижнесвирская ГЭС, "Svir inferior") i Verkhnesvirskaya (rus: Верхнесвирская ГЭС, "Alt Svir") centrals hidroelèctriques. La primera es va construir entre 1927 i 1938 i té una potència màxima de 99 MW. La construcció de la planta de Verkhnesvirskaya va començar el 1938, però es va interrompre per la Segona Guerra Mundial i només es va poder reprendre el 1947. La planta es va acabar l'any 1952 i en va proporcionar 160 MW d'energia elèctrica. L'embassament de Verkhnesvirsk associat a la planta té una superfície de 9,930 km i un volum de 260 km³, és a dir, gairebé les mateixes que les del llac Onega. Després de la construcció el nivell de l'aigua del llac va pujar uns 50 cm.
Mentre que no hi ha servei regular de passatgers al llac, hi ha diversos viatges turístics al dia per les rutes de Petrozavodsk–Kizhi, Petrozavodsk–Velikaya Guba i Petrozavodsk–Shala. Estan gestionats per hidroala i vaixells a motor i també s'utilitzen per al transport de passatgers. A més, els vaixells de passatgers fan la ruta Petrozavodsk - Shala.
La vela és una activitat popular al llac i hi ha un club de vela a Petrozavodsk. Des de 1972, cada any a finals de juliol el llac ha acollit la regata més gran de Rússia (" rus: Онежская парусная регата "), que és el Campionat Open de Rússia a la classe russa de Cruisers Yachts "Open800". La regata té estatus internacional.